# Rolls-Royce Trent 900
Rolls-Royce Trent 900 — это турбовентиляторный двигатель, производимый компанией Rolls-Royce plc для самолета Airbus A380. Конкурирует с двигателем Alliance GP7000. Первоначально в июле 1996 года предназначался для Boeing 747-500/600X, затем для A3XX, выпущенного в декабре 2000 года как A380. Первый пуск совершил 18 марта 2003 г., первый полет — 17 мая 2004 г. на испытательном самолёте A340. 29 октября 2004 г. был сертифицирован EASA.  Обладая тягой до 374 кН, Trent 900 имеет трехвальную архитектуру семейства Rolls-Royce Trent с вентилятором диаметром 2,95 м. Она имеет степень двухконтурности 8,5-8,7:1 и общую степень повышения давления 37-39:1.

## Разработка

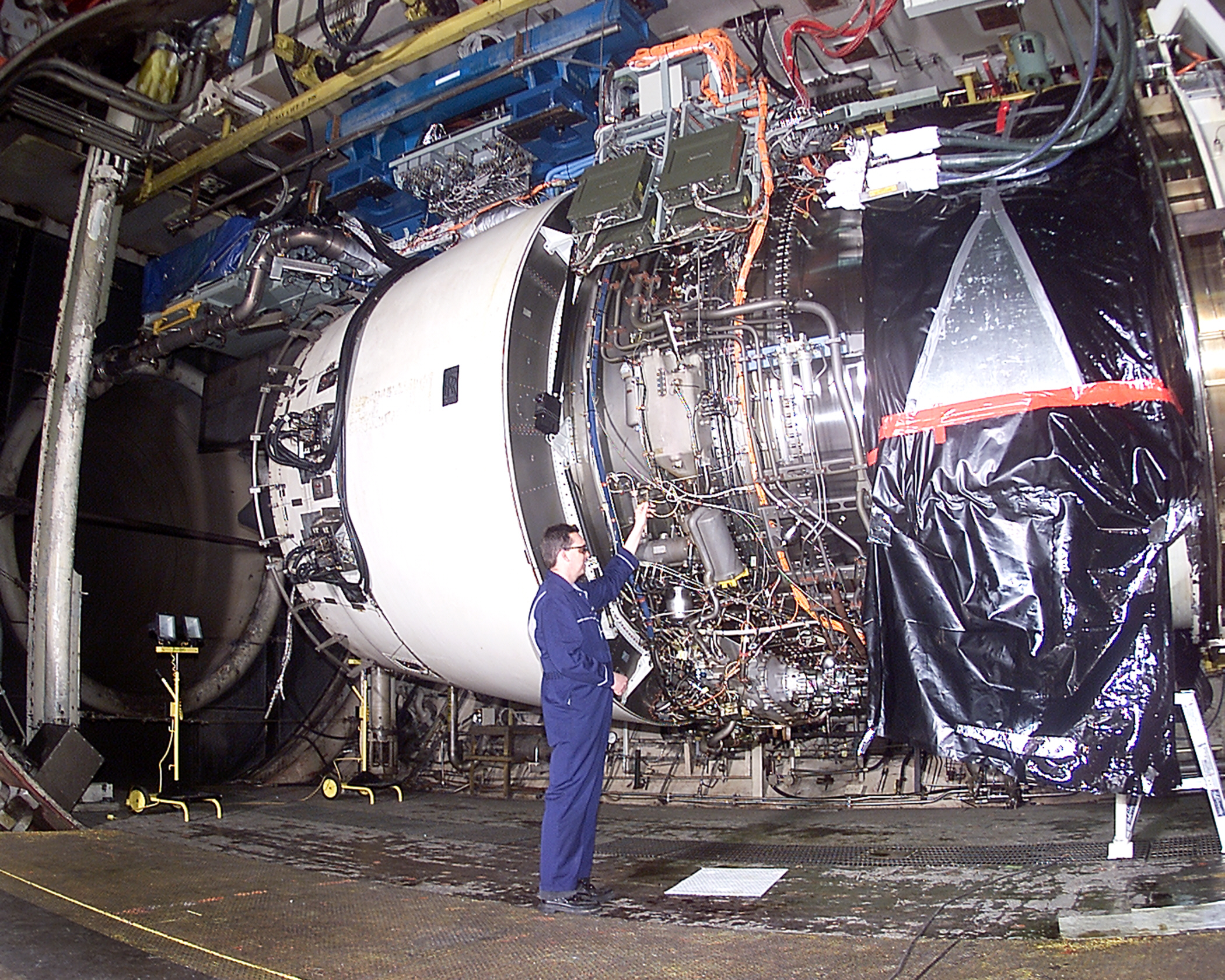
Trent 900 на испытаниях в Комплексе инженерных разработок Арнольда

В июле 1996 года Rolls-Royce предложил Trent 900 для планируемого к выпуску в 2000 году Boeing 747-500/600X, тем самым выступая конкурентом для General Electric / Pratt & Whitney Engine Alliance. В уменьшенном варианте Trent 800 с аналогичным 2,8-метровым вентилятором, увеличенным с 6,5 до 8,5 степенью двухконтурности и тягой 345–365 кН двигатель также мог устанавливаться на Airbus A3XX. Проект стоимостью 450 миллионов долларов был нацелен на сертификацию в декабре 1999 года, но от установки на 747X позже пришлось отказаться, оставив в качестве возможной целевой платформы A3XX его конкурента Airbus, начиная с 2003 года.
К июлю 2000 года Trent 900 был первым двигателем, предназначенным для A3XX, и к тому времени уже имел вытяжной вентилятор. К сентябрю его конструкция претерпела изменения, диаметр увеличился на 13 см, а тяга возросла с 300 до 360 кН. A3XX был запущен как A380 19 декабря 2000 г. Двигатель был установлен на самолёты компаний Singapore Airlines и Virgin Atlantic вместо конкурирующего GP7200. Trent 900 был впервые испытан на стенде 18 марта 2003 г., 2 апреля достиг сертификационной тяги в 360 кН, а через неделю — 390 кН с возможностью увеличения до 420 кН. Его вентилятор диаметром 3,00 м был взят от демонстратора Trent 8104, а встречное вращение вентилятора высокого давления использовалась впервые, что обеспечило повышение эффективности до 2%.
Trent 900 совершил свой первый полет 17 мая 2004 года на испытательном стенде Airbus A340-300, заменив его внутренний левый двигатель CFM56. Окончательная сертификация была предоставлена EASA 29 октября 2004 г. и FAA 4 декабря 2006 г. После двенадцатимесячного перерыва, вызванного задержкой выпуска A380, Rolls-Royce объявил в октябре 2007 года о возобновлении производства Trent 900. 27 сентября 2007 года British Airways объявила о выборе Trent 900 для установки на 12 самолетов A380, что к концу февраля 2009 года довело долю этих двигателей на A380 до 52%.

## Конструкция
Trent 900 — ТРДД с осевым компрессором, высокой степенью двухконтурности и тремя соосными валами из семейства Rolls-Royce Trent. 2,95-м вентилятор со стреловидными лопатками приводится в движение 5-ступенчатой турбиной низкого давления, 8-ступенчатый компрессор промежуточного давления и 6-ступенчатый компрессор высокого давления приводятся в действие одноступенчатой турбиной, при этом вентилятор высокого давления вращается в противоположном направлении. Он имеет одну кольцевую камеру сгорания и управляется цифровой системой управления. Он сертифицирован для тяги от 334,29 до 374,09 кН.
Его вытянутый назад вентилятор унаследован от демонстратора Trent 8104, а вентилятор высокого давления со встречным вращением используется впервые. Двигатель имеет вариант с уменьшенным ядром Trent 800. Это единственный двигатель для A380, который можно целиком перевозить на транспортном самолёте Боинг 747. Стреловидный вентилятор на 15% легче, чем предыдущие модели с широкими лопастями. 
Rolls-Royce имеет семь партнеров по распределению рисков и доходов на Trent 900: Industria de Turbo Propulsores (турбина низкого давления), Hamilton Sundstrand (электронное управление двигателем), Avio Sp. A. (модуль распределительной коробки), Marubeni Corporation (компоненты двигателя), Volvo Aero (корпус промежуточного компрессора), Goodrich Corporation (кожухи вентилятора и датчики) и Honeywell (пневматические системы). Кроме того, партнерами по программе являются Samsung Techwin, Kawasaki Heavy Industries и Ishikawajima-Harima Heavy Industries (IHI) . 
В то время как большинство членов семейства Trent управляется цифровой системой управления от Goodrich, контроллеры двигателей на Trent 900 предоставлены Hamilton Sundstrand, компанией United Technologies (UTC), материнской компанией Pratt & Whitney, сопродюсера Engine Alliance GP7000 наряду с GE Aircraft Engines, конкурирующей силовой установкой A380. Такое сотрудничество между конкурентами широко распространено на рынке самолетов, поскольку оно предусматривает разделение рисков и разнообразие в странах происхождения, что может быть фактором выбора авиакомпании. 
Trent 900 станет первым двигателем Trent, оснащенным усовершенствованной системой мониторинга состояния двигателя, основанной на технологии QUICK.

## Модификации

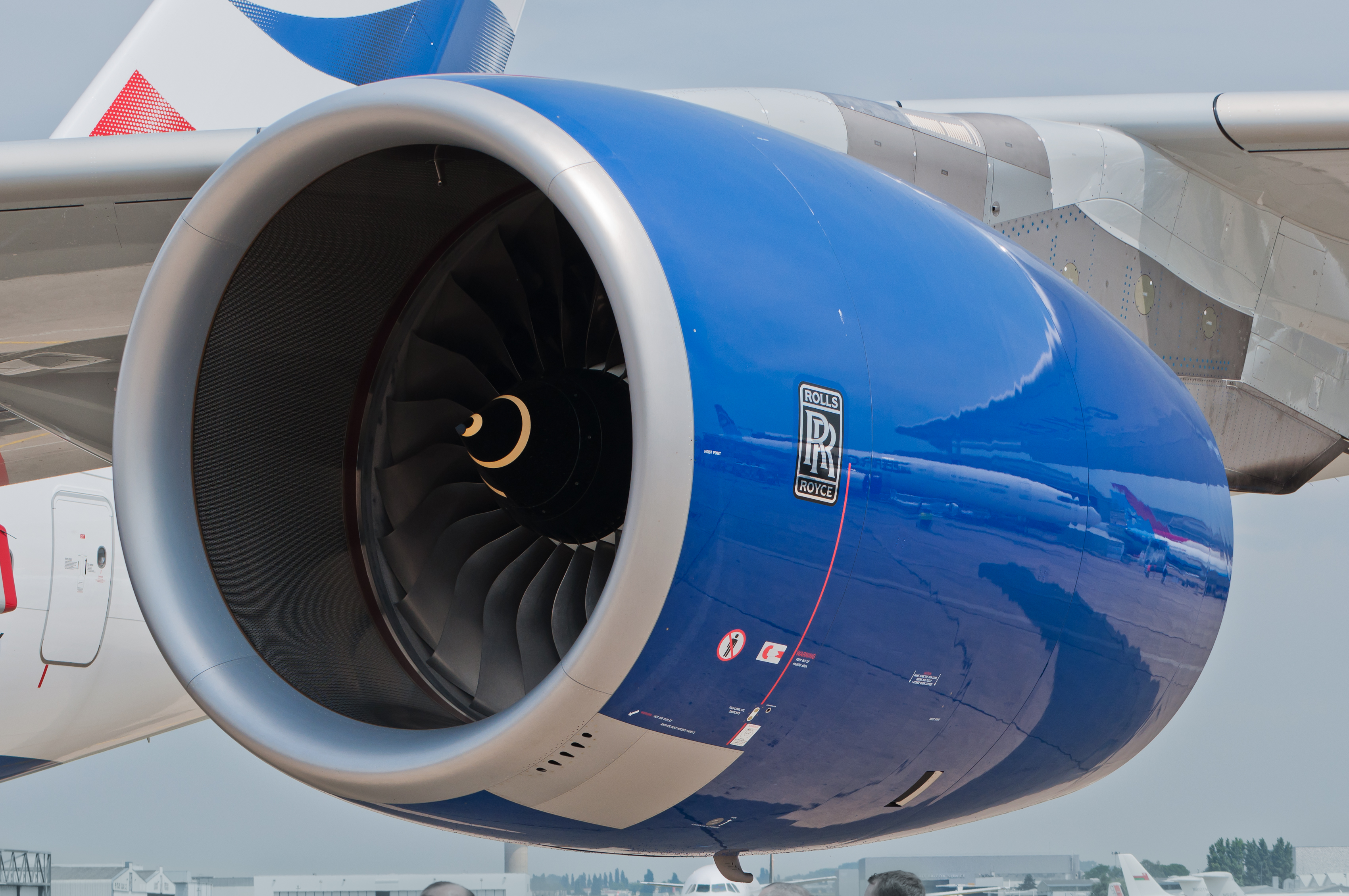
Rolls-Royce Trent 970B-84 на самолете British Airways A380

| Модификация   | На взлёте | Максимальная непрерывная |
| ------------- | --------- | ------------------------ |
| Трент 970-84  | 334       | 320                      |
| Трент 972-84  | 341       | 320                      |
| Трент 970Б-84 | 348       | 320                      |
| Трент 972Б-84 | 357       | 320                      |
| Трент 977-84  | 359       | 320                      |
| Трент 977Б-84 | 373       | 320                      |
| Трент 980-84  | 374       | 320                      |
| Трент 972E-84 | 341       | 320                      |

## Модернизации
Первые модификации двигателей семейства Trent 900 были поставлены как Trent 900EP с 2012 года. Этот двигатель позволил сэкономить 1% топлива по сравнению с двигателями без индекса EP. Rolls Royce сообщил в Aviation Week и Space Technology, что в большинстве случаев модификация предназначались как для новых двигателей, так и для модернизации находящихся в эксплуатации. Модификация основана на достижениях, сделанных во время разработки Trent XWB для Airbus A350 XWB, и соответствует улучшениям, внесенным в Trent 700 под названием Trent 700EP. Блок 1 включает эллиптические передние кромки в компрессоре, меньшие зазоры между наконечниками турбины низкого давления и новое покрытие для барабана компрессора высокого давления, а также обновление программного обеспечения управления двигателем.
Модернизация EP2 поступила на тестирование в мае 2013 года и вступила в действие в середине 2014 года. Этот пакет призван обеспечить снижение расхода топлива на 0,8% в дополнение к улучшениям, предлагаемым пакетом EP. Изменения включают улучшенное уплотнение турбины низкого давления, улучшение зазоров между лопастями вентилятора и другие изменения, внесенные в двигатели, разработанные для Boeing 787 и Airbus A350. EP2 прошел испытание сертификата типа Европейского агентства по авиационной безопасности 27 ноября 2013 г. а сертификат обновленного типа был выдан 11 декабря 2013 г.

## Приложения
- Airbus A380

## История эксплуатации

### Отказ двигателя Qantas QF32
Qantas Flight 32
4 ноября 2010 года в 9 часов по местному времени (в полночь по московскому) самолёт Airbus A380-800 авиакомпании Qantas Airlines, оснащённый четырьмя двигателями Rolls-Royce Trent 900, совершил экстренную посадку в Сингапуре после отказа одного из двигателей и последовавших за этим множественных оповещений об отказах систем самолёта. На борту лайнера находились 433 пассажира и 26 членов экипажа, никто из них не пострадал.
При осмотре самолёта было обнаружено разрушение диска турбины в двигателе №2, вызвавшее повреждения в крепёжном пилоне, крыле, топливной системе, шасси, системах управления самолётом и двигателями, а также самоликвидировавшееся возгорание в топливном баке. Некоторые обломки разрушенного двигателя упали на землю и нанесли некоторые повреждения зданиям; люди не пострадали. Последующее расследование пришло к выводу, что отказ был вызван поломкой трубки маслопровода из-за её производственного дефекта.
Этот отказ был первым отказом такого рода на самолётах A380. На момент происшествия 39 самолётов этого типа летали в пяти авиакомпаниях: Qantas, Air France, Emirates, Lufthansa и Singapore Airlines. Происшествие привело к приостановке полётов всех оставшихся самолётов A380 авиакомпании Qantas. В авиакомпаниях Lufthansa и Singapore Airlines некоторые самолёты A380 с данными двигателями также приостановили свои полёты и были подвергнуты техническому обслуживанию. Авиакомпаний Air France и Emirates это не коснулось, т. к. на их самолётах A380 использовались двигатели Engine Alliance.

## Двигатели на дисплее
Trent 900 выставлен в коллекции Rolls-Royce Heritage Trust (Дерби, Великобритания).

## Технические характеристики (Trent 900)

#### Общие характеристики
- Тип: Трёхосевой с высокой степенью двухконтурности;
- Длина: 5,478 м;
- Диаметр вентилятора: 2,950 м;
- Сухой вес: 6246 кг.

#### Компоненты
- Компрессор: одноступенчатый низкого давления, 8-ступенчатый осевой компрессор промежуточного давления, 6-ступенчатый осевой компрессор высокого давления;
- Камера сгорания: Одинарная кольцевая камера сгорания
- Турбина: одноступенчатая турбина высокого давления, одноступенчатая турбина промежуточного давления, 5-ступенчатая турбина низкого давления

#### Характеристики
- Максимальная тяга: 334—374 кН;
- Общее степень повышения давления: 37–39[17];
- Степень двухконтурности: 8.5–8.7[11];
- Расход воздуха: 1204–1245 кг/с[11];
- Specific fuel consumption: 16 г/(кН⋅с) на скорости 0,85 М и высоте 10,668 м[18].
- Тяговооружённость: 5,46–6,11.

## См.
Шаблон:Aircontent
- Rolls-Royce RB211

Comparable engines
- Engine Alliance GP7000

Related lists
- List of aircraft engines